# Horatosphaga tenera
Horatosphaga tenera är en insektsart som beskrevs av Hemp, C. 2007. Horatosphaga tenera ingår i släktet Horatosphaga och familjen vårtbitare. Inga underarter finns listade i Catalogue of Life.